# Jakub Basista
Jakub Basista (ur. 1958) – polski historyk, dr hab. nauk historycznych, profesor Uniwersytetu Jagiellońskiego. 

## Życiorys
W 1984 ukończył studia matematyczne na Uniwersytecie Jagiellońskim, a rok później historyczne. Specjalizuje się w dziejach nowożytnych Europy, szczególnie Anglii w XVII w. W 1991 obronił pracę doktorską pt. Obraz świata i Anglii pierwszych Stuartów w kalendarzach 1603-1640.
7 listopada 2008 Rada Wydziału Historycznego UJ nadała mu stopień doktora habilitowanego, na podstawie rozprawy: Propaganda religijna w przededniu i pierwszych latach angielskiej wojny domowej.
Pełnił funkcję wicedyrektora d.s. studenckich Instytutu Historii UJ. Obecnie kieruje Zakładem Historii Nowożytnej w Instytucie Historii UJ. Jest członkiem (fellow) Royal Historical Society.

## Publikacje
- 1993: The Jews in Old Poland 1000-1795 (współautor),
- 1994: Anglia, świat i gwiazdy : obraz świata i Anglii pierwszych Stuartów w kalendarzach 1603-1640,
- 1999: Dzieje Polski : kalendarium (współautor),
- 2005: Świat w XVII wieku (współautor),
- 2007: Propaganda religijna w przededniu i pierwszych latach angielskiej wojny domowej.